# Phaeothripa
Phaeothripa is een geslacht van vlinders van de familie visstaartjes (Nolidae), uit de onderfamilie Chloephorinae.

## Soorten
- P. morena Swinhoe, 1901